# Кабса
Кабса (араб. كبسة‎ kabsah) — разновидность блюд из риса и мяса, родом из Саудовской Аравии, где считается национальным блюдом. Несмотря на то, что кабса считается блюдом коренных жителей Саудовской Аравии, его часто готовят в таких арабских странах, как Йемен, Палестина, Иордания, Катар, Оман, ОАЭ, Бахрейн, Ирак и Кувейт. В большинстве арабских государств Персидского залива блюдо известно как макбус (makbūs) (араб. مكبوس‎).

## Ингредиенты
Блюдо кабса обычно делается из риса с длинными зернами, такими как у сорта басмати (разновидность ароматического риса с мелкими длинными зёрнами), мяса, овощей и смеси специй. Существует много видов кабсы, и каждый вид имеет свои уникальные особенности. Для блюда продаются специально изготовленные смеси специй. Они имеют разные фирменные названия. Готовые смеси позволяют поварам сократить время приготовления блюда, однако вкус приготовленного блюда может отличаться от традиционного. В значительной степени вкус блюду придают используемые специи. К ним относятся: чёрный перец, гвоздика, кардамон, шафран, корица, чёрный лайм, лавровый лист и мускатный орех.

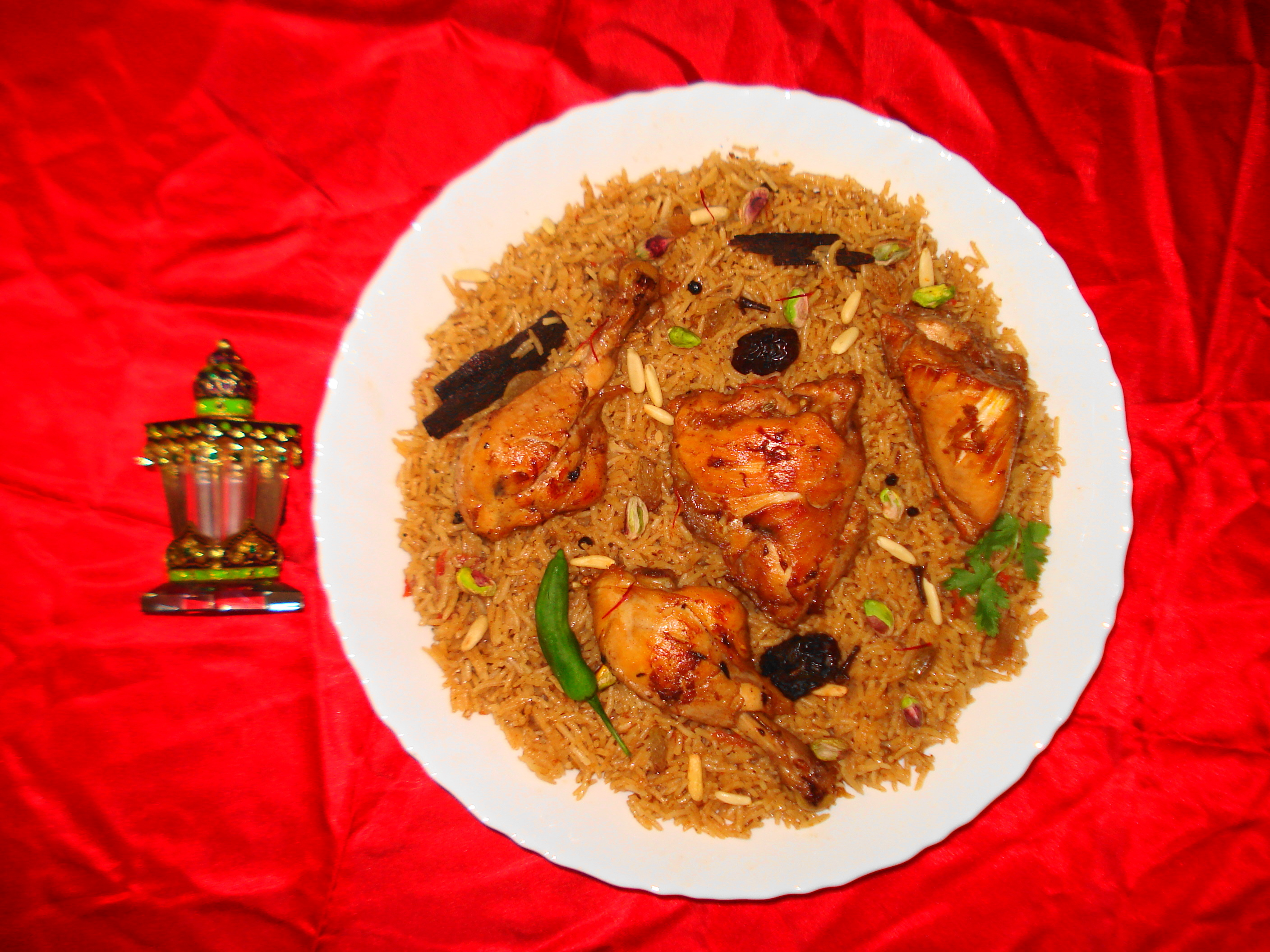
Блюдо Кабса, известное в странах Персидского залива, как макбус.

Основным компонентом блюда является мясо. Применяется курятина, козлятина, баранина, верблюжатина, говядина, рыба, креветки. В блюде из курятины, называемом макбус (machbūs) берется целая курица. Специи, рис и мясо могут быть дополнены миндалём, кедровыми орехами, арахисом, луком и изюмом. Блюдо подается горячим с томатным соусом.

## Технология приготовления
Мясо для кабсы можно приготовить различными способами. Наиболее популярным способом приготовления мяса является способ манди, берущий начало в Йемене, по этому способу мясо зажаривалось в глубокой яме в земле. Другим способом приготовления и подачи мяса для кабса является масби (mathbi), когда мясо готовится на гриле на плоских камнях, которые кладутся на раскаленные угли. Третьим методом является мадгут (madghūt), который предполагает приготовление мяса в скороварке или в кастрюле.
Перед приготовлением блюда в кастрюлю наливается оливковое и сливочное масло, добавляется гвоздика, корица и чёрный кардамон. Все это обжаривается нескольких секунд. Затем курятина тушится в течение 5 — 6 минут. К блюду добавляется лук, чеснок, томатная паста, морковь. Все это жарится в течение минуты. Затем добавляется рис, куриный бульон, чёрный молотый перец, изюм. Все варится до готовности риса.
Блюдо традиционно едят руками из большой миски.